# 鳳源寺
鳳源寺（ほうげんじ）は、広島県三次市にある臨済宗妙心寺派の寺。本尊は薬師如来。
1633年（寛永10年）に、三次藩初代藩主・浅野長治が建立した浅野家の菩提寺。
本堂の正面に掲げられた山額は、浅野長治自筆と伝えられている。

## 見どころ
赤穂義士大石良雄手植えの桜
浅野長治の娘、阿久利姫（のちの瑤泉院）が赤穂藩藩主浅野長矩の夫人として輿入れの際、赤穂藩家老大石良雄がこの地を訪れ、手植えたと伝えられている枝垂れ桜。
義士堂
赤穂浪士の出立の姿を模した木像と浅野一族の座像を安置する義士堂。1946年に全焼した。1981年、三次ライオンズクラブら有志により再建された。ただし、大石による討ち入りを阻止しようと動いた三次藩主・長照、長澄の二代と、出立の際には居たはずの寺坂信行の木像はない。
瑤泉院遺髪の塔
阿久利姫は夫・浅野長矩が切腹した後、落飾して瑤泉院と称し、1714年（正徳4年）に数え年46歳で逝去する。その遺髪は三次に持ち帰られ、遺髪の塔に安置されている。
浅野長晟公賛徳碑
亀に乗った亀甲仕様の神道碑。
瑤泉院の像
1999年建立。像が義士堂に向かい手を合わせている。雨曝しになるのと、義士堂内には瑤泉院の木像もあるので自分自身を拝んでいるのはおかしいなどの批判もされている。
浅野長治公の像
初代三次藩主浅野長治、同じく三次観光協会により1999年建立。
愚極泉（ぐきょくせん）
4代目愚極和尚が築庭した本堂裏の庭園。比熊山を借景としている。
菩薩泉
寺庫裡裏にある開山当時の修行僧により掘られた井戸。
浅野稲荷神社
屋根葺き替え工事で取り換えた以前の鬼瓦（違い鷹羽の家紋あり）が安置されている。

## イベント
三次義士祭
同ライオンズクラブと寺の主催で、毎年12月第2日曜日に行われる。焼失した義士堂と赤穂浪士の木造を修復し、再建したのをきっかけに1985年から始められた。陣羽織で義士に扮した有志が義士堂前で法要を営んだり、義士行列が市内を行進する。当寺の牧生住職は「義士祭を通じて赤穂と三次の独身者の婚活になるようにしたい」としている。現在は「三次きんさい祭り」と共に休止。

## 利用情報
- 営業時間 9:00～17:00
- 休業日 無休
- 料金 境内無料

## 交通アクセス
- 中国自動車道三次インターチェンジから約15分
- JR三次駅よりバスで10分

## 周辺情報
- 尾関山公園
- 比熊山城
- 太歳神社
- 吉祥院